# Žepa

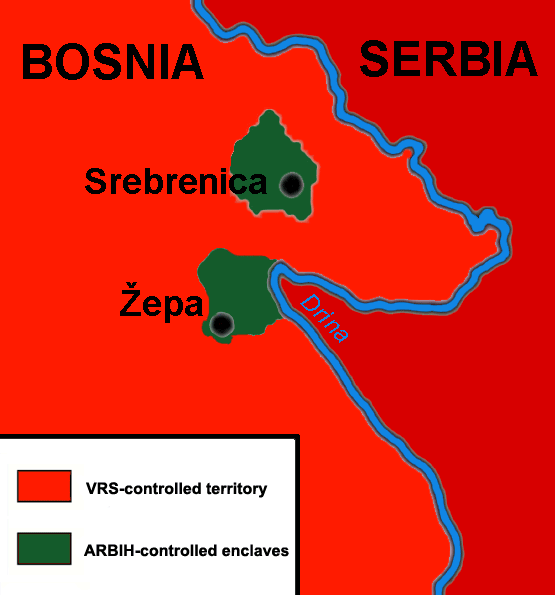
Žepa en Srebrenica, Safe Areas tijdens de Bosnische Oorlog.

Žepa (Servisch: Жепа) is een stadje in in Bosnië en Herzegovina. Het ligt in het oosten van de Servische Republiek, in de gemeente Rogatica. Het ligt ten noordoosten van de stad Rogatica en ten zuidwesten van Srebrenica. Het ligt bij de rivier de Žepa, die naar de nabijgelegen Drina stroomt, in een vallei tussen de bergen Javor en Devetak.
Westelijk van Žepa, op de weg naar Rogatica, overspant een Ottomaanse brug met één grote boog de kloof van de Žepa-rivier. Deze brug werd net als de Brug over de Drina in Višegrad in opdracht van Sokollu Mehmet Paşa gebouwd en diende eveneens als inspiratiebron voor Ivo Andrić die er zijn boek Brug over de Žepa (Most na Žepi) aan wijdde.
Gedurende de Bosnische Oorlog (1992 - 1995) was Žepa een van de drie enclaves die Bosniakken in het oosten van het land hadden, omringd door Serviërs. In april 1993 werd het net als Goražde en Srebrenica een Safe Area, waarbij de Verenigde Naties de burgerbevolking moest beschermen. Veel Bosniaks uit Rogatica namen er hun toevlucht. In juli 1995 werd de stad ingenomen door Bosnisch-Servische troepen en werd de bevolking verdreven of gedood. De Bosnische commandant van de enclave, Avdo Palić, verdween spoorloos na de verovering van de enclave en werd volgens de Servische opperbevelhebber Ratko Mladić gedood tijdens een impasse in onderhandelingen over de enclave. Tot nu toe worden nog honderden bewoners van de enclave vermist.